# Arsenura delormei
Arsenura delormei is een vlinder uit de onderfamilie Arsenurinae van de familie nachtpauwogen (Saturniidae).
De wetenschappelijke naam van de soort is voor het eerst geldig gepubliceerd door Eugène Louis Bouvier in 1929.